# 森望 (実業家)
 森 望  (もり のぞむ、 1962年6月6日 - ) は、日本の実業家。大阪商工会議所役員（常議員）。

## 経歴
兵庫県出身。1988年京都大学大学院卒業後、関西電力入社。
2018年6月執行役員電力需給・取引推進室長、2019年7月執行役員エネルギー需給本部副本部長、需給企画・電力取引部門統括、2019年10月常務執行役員再生可能エネルギー事業本部長、地域エネルギー本部長、2020年6月執行役常務、2021年6月取締役・代表執行役副社長、2022年6月取締役・代表執行役社長。12月、電力供給を巡るカルテルを関西電力が主導したとの報道について森は「答えを差し控える」としながらも、「関係のみなさまにご心配、ご迷惑をおかけして申し訳ない」と述べた。2023年2月、関西電力の顧客情報不正閲覧問題の責任を取るとして、森は報酬の50%を6カ月間、返上することになった。